# Lepthyphantes rainieri
Lepthyphantes rainieri är en spindelart som beskrevs av James Henry Emerton 1926. Lepthyphantes rainieri ingår i släktet Lepthyphantes och familjen täckvävarspindlar. Inga underarter finns listade i Catalogue of Life.